# Autobahndreieck Hochfranken
Das Autobahndreieck Hochfranken (Abkürzung: AD Hochfranken; Kurzform: Dreieck Hochfranken) ist ein Autobahndreieck an der A 72 und der A 93, die hier beginnt, und verbindet die Region Regensburg und den Süden Bayerns mit den Regionen Chemnitz, Dresden und Leipzig. Es befindet sich im äußersten Nordosten Bayerns in der Region Hochfranken, nach der es benannt ist. Das Dreieck liegt auf dem Gebiet der Gemeinde Trogen im Landkreis Hof.
Das Dreieck Hochfranken wurde am 15. Dezember 2000 offiziell dem Verkehr übergeben, nachdem es seit 1992 geplant und seit 1996 gebaut worden war. Mit dessen Errichtung wurde auch die stauanfällige Strecke auf der nahe gelegenen B 15 entlastet. Durch das Autobahndreieck wurde die A 93 eine Alternative zur benachbarten A 9 für den Verkehr zwischen Bayern und den neuen Bundesländern.

## Verkehrsaufkommen
| Von                 | Nach              | Durchschnittliche tägliche Verkehrsstärke | Durchschnittliche tägliche Verkehrsstärke | Durchschnittliche tägliche Verkehrsstärke | Anteil Schwerlastverkehr | Anteil Schwerlastverkehr | Anteil Schwerlastverkehr |
| Von                 | Nach              | 2005                                      | 2010                                      | 2015                                      | 2005                     | 2010                     | 2015                     |
| ------------------- | ----------------- | ----------------------------------------- | ----------------------------------------- | ----------------------------------------- | ------------------------ | ------------------------ | ------------------------ |
| AS Hof/Töpen (A 72) | AD Hochfranken    | 32.200                                    | 33.400                                    | 36.700                                    | 18,4 %                   | 20,1 %                   | 21,3 %                   |
| AD Hochfranken      | AS Pirk (A 72)    | 36.200                                    | 37.100                                    | 37.400                                    | 15,2 %                   | 16,7 %                   | 19,1 %                   |
| AD Hochfranken      | AS Hof-Ost (A 93) | 20.500                                    | 20.400                                    | 20.200                                    | 15,9 %                   | 17,6 %                   | 19,8 %                   |